# 七つの海

全世界の海はいくつかの海洋に分かれる。現在公式には、IHOにより66の海洋に分けられている。

七つの海（ななつのうみ、英: "Seven Seas"）とは、「（既知の）全世界の海」を表す言葉である。
具体的な7つの海域を数え上げることもある。ただし、どの7つを数えるか、また、実際にどの範囲が「全世界」とみなされるかは、地域と時代によって異なる。
英語圏では、ラドヤード・キップリングの1896年の詩「七つの海 (The Seven Seas)」で有名になった言葉である。

## 七つの海の例
以下に、代表的ないくつかの例を挙げるが、これ以外にもある。

### 中世アラビア
中世アラビア人は、彼らが帆船で航海した全ての海を7つに数え上げた。これが本来の「七つの海」であると言える。
- 大西洋
- 地中海
- 紅海
- ペルシャ湾
- アラビア海
- ベンガル湾
- 南シナ海

### 中世ヨーロッパ

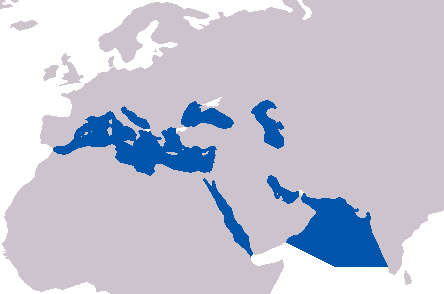
中世ヨーロッパの七つの海

ヨーロッパ人は、多少異なる範囲を七つの海と呼んだ。
- 大西洋
- 地中海
- 黒海
- カスピ海
- 紅海
- ペルシャ湾
- インド洋

### 大航海時代
大航海時代になり初めて、「七つの海」の範囲は実際に全世界になった。
- 大西洋
- 地中海
- カリブ海
- メキシコ湾
- 太平洋
- インド洋
- 北極海（北氷洋）

### 現代

五大洋。このうち大西洋と太平洋を南北に分けたのが七大洋である。

現代は、次のように数えることが多い。全て大洋であるため、「七つの大洋（七大洋）」とも呼ばれる。
- 北大西洋
- 南大西洋
- 北太平洋
- 南太平洋
- インド洋
- 北極海（北氷洋）
- 南極海（南氷洋）